# Pontifikalamt

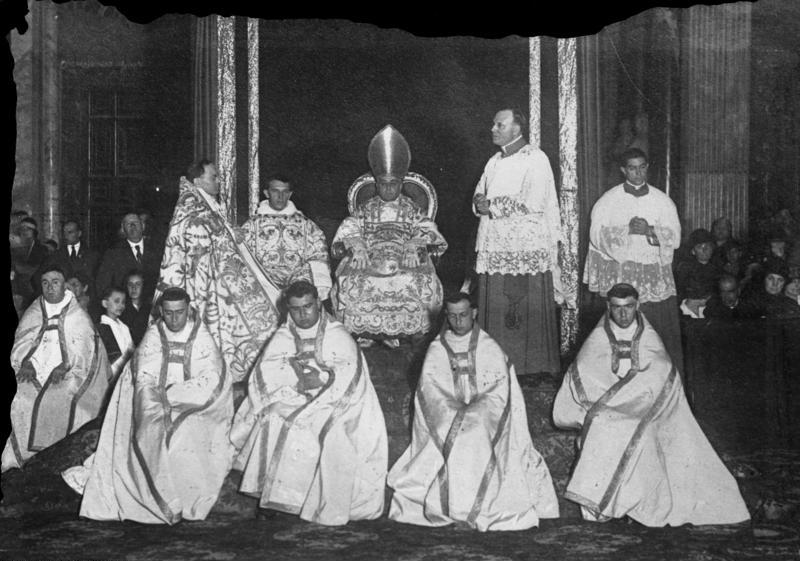
Pontifikalamt mit Pietro Kardinal Gasparri 1928 in Rom

Als Pontifikalamt (lateinisch Sacrum pontificale oder Missa pontificalis) wurde in der katholischen Kirche eine heilige Messe bezeichnet, der ein Priester vorstand („pontifizierte“), der zum Tragen der Pontifikalien berechtigt war, gewöhnlich ein Bischof oder Abt. Die von einem solchen zelebrierte Totenmesse wurde entsprechend Pontifikalrequiem genannt.
Die Normen für die Feier des Pontifikalamts wurden in Buch II des Caeremoniale Episcoporum gegeben, wo ihnen die Angaben zu der vom Bischof geleiteten feierlichen Vesper (Pontifikalvesper), der Komplet, der Matutin und den Laudes vorangestellt waren.
Seit 1984 erwähnt das Caeremoniale Episcoporum die Missa pontificalis nicht mehr. Es beschreibt stattdessen die Missa stationalis („Stationsmesse“), jene Bischofsmesse, üblicherweise in der Kathedrale zelebriert, die die zentrale gottesdienstliche Feier einer Diözese als Ortskirche ist. Im deutschen Sprachgebrauch hat sich für diese aber die Bezeichnung Pontifikalamt erhalten.
In den vorhergehenden Ausgaben von 1600 bis 1948 feierte bei der Missa pontificalis nur der berechtigte Priester; die anderen teilnehmenden Priester fungierten als Diakone, als Subdiakon, als Presbyter assistens oder als Zeremoniare. Bei der heutigen Missa stationalis konzelebrieren alle anwesenden Priester mit dem Bischof, wodurch die Einheit der Ortskirche und die Vielfalt der Ämter rund um den Bischof deutlich wird. Analog gilt dies für den Abt, der als Vorsteher seiner Klostergemeinschaft inmitten seines Konventes pontifiziert.
Eine heilige Messe, welcher der Papst vorsteht, wird auch als Papstmesse (Missa papalis) bezeichnet. Auch diese wurde nach dem Zweiten Vatikanischen Konzil grundlegend revidiert.

## Anlässe
Die Missa pontificalis war für einen Bischof vorgeschrieben nur am Ostersonntag und bei der dritten Messe am Weihnachtstag. Andere nicht obligatorische pontifikale Feiern waren Weihnachten, Epiphanie, Christi Himmelfahrt, Pfingsten, Peter und Paul, Mariä Aufnahme in den Himmel, Allerheiligen, Jahrestag der Domweihe, Fest des Schutzpatrons der Kathedrale, Fest des Schutzpatrons der Stadt, Allerseelen, Darstellung des Herrn (Lichtmess), Aschermittwoch, Palmsonntag, Gründonnerstag, Karfreitag, Ostern, Fronleichnam.

## Besondere Zeremonien
Pontifikalämter zeichneten sich vor der Liturgiereform des Zweiten Vatikanischen Konzils durch besondere, aufwändige Zeremonien aus. Zu den Pontifikalien, die der Zelebrant trug, gehörten, zusätzlich zu Elementen, die heute von Bischöfen verwendet werden, die Pontifikaltunicella sowie Pontifikalhandschuhe, -schuhe und -strümpfe. Er benutzte die Kathedra, d. h. einen auf drei Stufen erhöhten und mit einem Baldachin ausgestatteten Thron, oder, wenn er dieses Privileg nicht hatte, ein Faldistorium.
Der Bischof wurde meist von der Gemeinde vor der Messe „eingeholt“ und mit einer Prozession in die Kirche geleitet, und ein Presbyter assistens unterstützte ihn bei der Zelebration.
Im Pontifikalamt wirkte eine Vielzahl von Klerikern und liturgischen Diensten mit: der Bischof als Zelebrant, ein Diakon und ein Subdiakon, zwei Assistenzdiakone, ein Presbyter assistens, zwei Zeremoniare und sieben Ministranten (zwei Ceroferare, ein Thuriferar (de facto zugleich Navikular), ein Librifer, ein Mitrafer, ein Baculifer sowie ein Träger des Handleuchters (italienisch bugia)). Häufig wurden die Rolle des Diakons und des Subdiakons von Priestern übernommen, die aber in Dalmatik und Tunicella anstatt in priesterlichen Gewändern amtierten.
Neben dem großen Einzug und einer Prozession zum Auszug, bei denen der Träger der Pontifikalien die versammelte Gemeinde durch das Kreuzzeichen oder durch Besprengung mit Weihwasser segnete, wurden Pontifikalämter mit einer erweiterten Segensformel beendet, die Bischöfen und Äbten vorbehalten war.

## Liturgische Bücher und Sprachgebrauch
Den Ritus von Pontifikalgottesdiensten regelt im Allgemeinen das Caeremoniale Episcoporum; Bestimmungen zu besonderen Feiern des Bischofs – wie etwa Weihen – finden sich im Pontificale Romanum. Im Caeremoniale Episcoporum finden sich auch die Rubriken der Pontifikalvesper, des kirchlichen Abendgebetes, das von einem Bischof geleitet wird.